# Oriëntjuffer
De oriëntjuffer (Epallage fatime) is een juffer (Zygoptera) uit de familie van de Euphaeidae (oriëntjuffers).

## Kenmerken
Dit is een fors gebouwde juffer, met een lengte van 40–50 mm. Uitgekleurde mannetjes zijn volledig blauw; alleen de bovenkant van de ogen en het voorhoofd zijn zwart. Vrouwtjes zijn geelachtig wit met een donkere tekening. De achterlijfssegmenten hebben aan de bovenkant twee lange donkere vlekken in de lengterichting, waardoor het lijkt alsof het achterlijf over de hele lengte in het midden een smalle lichte streep heeft. Bij exemplaren waarbij de vlekken minder groot zijn, is dit effect minder duidelijk.
De vleugels zijn niet gesteeld, net als bij de beekjuffers, maar smaller. De lengte van de achtervleugel is 30–34 mm. Het pterostigma is lang (de lengte van vijf eronder gelegen cellen) en bij mannetjes donker blauwgrijs, bij vrouwtjes wit of grijs. Bij zowel mannetjes als vrouwtjes is de vlaugelpunt vanaf het pterostigma doorgaans donker, maar het formaat van die vlek varieert. Bij vrouwtjes is vaak ook de basis van de vleugels donker, maar ook het formaat van die vlek vertoont grote variatie.

## Verspreiding
De soort komt voor in Zuidoost-Europa, met name Bulgarije, Griekenland, de eilanden in de Egeïsche Zee, Cyprus, Turkije en Israël, en verder oostelijk tot Kasjmir.

## Naamgeving
De wetenschappelijke naam van de soort werd in 1840 als Agrion fatime gepubliceerd door Toussaint von Charpentier. De Nederlandstalige naam is ontleend aan Libellen van Europa.